# Васил Митков
Васил Митков (болг. Васил Митков, 17 вересня 1943, Софія — 17 березня 2002, Софія) — болгарський футболіст, що грав на позиції нападника. Майстер спорту Болгарії (1969). Виступав за клуби «Спартак» (Софія) та «Левскі-Спартак», а також національну збірну Болгарії.

## Клубна кар'єра
У дорослому футболі дебютував 1962 року виступами за команду «Спартак» (Софія), в якій провів шість сезонів, взявши участь у 169 матчах чемпіонату. Більшість часу, проведеного у складі софійського «Спартака», був основним гравцем атакувальної ланки команди і 1968 року виграв Кубок Радянської Армії, забивши у фіналі проти «Берое» (3:2) 2 голи, в тому числі вирішальний на 120 хвилині матчу.
У січні 1969 року «Спартак» було об'єднано із набагато титулованішим клубом «Левскі», утворивши команду «Левскі-Спартак», де і продовжив виступи Васил. Граючи у складі «Левскі-Спартака» також здебільшого виходив на поле в основному складі команди і був одним з головних бомбардирів команди, маючи середню результативність на рівні 0,39 гола за гру першості. За цей час додав до переліку своїх трофеїв два титули чемпіона Болгарії, а також два рази ставав володарем Кубка Болгарії. Завершив професійну кар'єру футболіста виступами за команду «Левскі» у 1975 році. Всього провів за клуб 183 матчі в усіх турнірах, забивши 73 голи (142 матчі з 55 голами в Групі А, 29 матчів з 15 голами у Кубку та 12 матчів з 3 голами в європейських турнірах).

## Виступи за збірну
1967 року дебютував в офіційних іграх у складі національної збірної Болгарії в товариському матчі проти олімпійської збірної Албанії (0:2). Свій перший міжнародний гол забив 12 листопада 1967 року під час матчі проти Швеції (3:0) у відборі на чемпіонат Європи 1968 року.
У складі збірної був учасником чемпіонату світу 1970 року у Мексиці, де зіграв дві гри — проти ФРН (2:5) та Марокко (1:1), а його збірна не подолала груповий етап.
Загалом протягом кар'єри у національній команді, яка тривала 6 років, провів у її формі 17 матчів, забивши 3 голи.
Помер 17 березня 2002 року на 59-му році життя у місті Софія.

## Титули і досягнення
- Чемпіон Болгарії (2):

«Левскі-Спартак»: 1969–70, 1973–74
- Володар Кубка Болгарії (3):

«Спартак» (Софія): 1967–68
«Левскі-Спартак»: 1969–70, 1970–71